# Anton Kanibolotskiy
Anton Olehovych Kanibolotskiy (en ucraniano: Антон Олегович Каніболоцький), más conocido como Anton Kanibolotskiy (Kiev, 16 de mayo de 1988), es un futbolista ucraniano que juega de portero. Fue internacional con la selección de fútbol sub-21 de Ucrania.

## Trayectoria
Kanibolotskiy fichó por el FC Dnipro Dnipropetrovsk en 2005, en donde jugó en su segundo equipo. Debutó en la Liga Premier de Ucrania el 23 de noviembre de 2008 frente al Tavriya Simferopol. En 2010 se marchó cedido al FC Kryvbas.
En julio de 2012 fichó por el FC Shakhtar Donetsk. En sus cinco temporadas en el club ucraniano ganó 3 ligas, tres copas y tres supercopas, antes de marcharse en verano de 2017 al FK Qarabağ de la Liga Premier de Azerbaiyán.
Con el club azerí disputó la UEFA Champions League 2017-18, logrando así el Qarabağ en ser el primer equipo de su país en disputarla.

## Clubes
| Club                        | País       | Año       |
| --------------------------- | ---------- | --------- |
| F. C. Dnipro Dnipropetrovsk | Ucrania    | 2005-2012 |
| → F. C. Kryvbas (cedido)    | Ucrania    | 2010      |
| F. K. Shakhtar Donetsk      | Ucrania    | 2012-2017 |
| Qarabağ F. K.               | Azerbaiyán | 2017-2018 |
| Miedź Legnica               | Polonia    | 2018-2019 |
| F. K. Karpaty Lviv          | Ucrania    | 2020      |
| F. C. Mynai                 | Ucrania    | 2020-2021 |

## Palmarés

### Títulos nacionales
| Título                     | Club                   | País       | Año  |
| -------------------------- | ---------------------- | ---------- | ---- |
| Liga Premier de Ucrania    | F. K. Shakhtar Donetsk | Ucrania    | 2013 |
| Copa de Ucrania            | F. K. Shakhtar Donetsk | Ucrania    | 2013 |
| Supercopa de Ucrania       | F. K. Shakhtar Donetsk | Ucrania    | 2013 |
| Liga Premier de Ucrania    | F. K. Shakhtar Donetsk | Ucrania    | 2014 |
| Supercopa de Ucrania       | F. K. Shakhtar Donetsk | Ucrania    | 2014 |
| Supercopa de Ucrania       | F. K. Shakhtar Donetsk | Ucrania    | 2015 |
| Copa de Ucrania            | F. K. Shakhtar Donetsk | Ucrania    | 2016 |
| Liga Premier de Ucrania    | F. K. Shakhtar Donetsk | Ucrania    | 2017 |
| Copa de Ucrania            | F. K. Shakhtar Donetsk | Ucrania    | 2017 |
| Liga Premier de Azerbaiyán | Qarabağ F. K.          | Azerbaiyán | 2018 |